# Дільниця Гартмашівка — Зоринівка

Дільниця Гартмашівка-Зоринівка позначена на схемі синім кольором.

Дільниця Гартмашівка — Зоринівка — коротка дільниця від станції Гартмашівка до станції Зоринівка, що пролягає через північний схід Луганської області і яким поїзди Російської Федерації йшли транзитом. З 11 грудня 2017 року дільниця не функціонує. Поїзди РФ йдуть в обхід через іншу лінію територією Воронезької та Ростовської областей Журавка — Міллерово. З квітня 2018 року ділянку почали розбирати.

## Перелік станцій перегону
| Назва                     | Залізниця                 | Країна  | Стан   |
| ------------------------- | ------------------------- | ------- | ------ |
| станція Гартмашівка       | Південно-Східна залізниця | Росія   | Діє    |
| Зупинний пункт 869 км     | Південно-Східна залізниця | Україна | Не діє |
| Зупинний пункт 872 км     | Південно-Східна залізниця | Україна | Не діє |
| Зупинний пункт Шелистівка | Південно-Східна залізниця | Україна | Не діє |
| Зупинний пункт 881 км     | Південно-Східна залізниця | Україна | Не діє |
| станція Зоринівка         | Південно-Східна залізниця | Україна | Не діє |